# 黑柔毛蒿
黑柔毛蒿（学名：Artemisia pubescens var. coracina）为菊科蒿属下的一个变种。